# 帕拉瓦卡姆
帕拉瓦卡姆（Palavakkam），是印度泰米尔纳德邦Kancheepuram县的一个城镇。总人口14369（2001年）。

## 人口
该地2001年总人口14369人，其中男性7369人，女性7000人；0—6岁人口1658人，其中男870人，女788人；识字率73.59%，其中男性为78.45%，女性为68.47%。